# Асылбек, Амантай Хантемирулы
Аманта́й Хантеми́рулы Асылбе́к (каз. Амантай Хантемірұлы Асылбек), более известный как Амантай-хаджи́ (каз. Амантай қажы) — активист антиядерного движения, лидер общественной организации «Аттан, Казахстан!». В прессе, наряду с Муратом Телибековым и Бахыт Сыздыковой, считается казахстанским аналогом Жириновского.

## Биография

### Ранние годы
Амантай Асылбек происходит из казахского рода канлы Старшего жуза. Родился 2 мая 1942 года в селе Чардара в Шардаринском районе Южно-Казахстанской области, самый младший из семи сыновей в семье. По профессии — инженер-механик, окончил Алма-Атинский индустриальный техникум (1960) и Всесоюзный политехнический институт (1967). По его словам, его мать была ясновидящей, таким же даром якобы обладает и он сам. Десять раз совершил хадж в Мекку.
По своим словам, в советское время семь лет проработал за станком, был мастером, начальником цеха, затем главным технологом. Занимался организаторской деятельностью в ВЛКСМ, был партийным организатором, лектором в районном комитете КПСС и председателем профсоюза.

### Активизм
С 1990-х годов занимается «нестандартным активизмом»: стоит с плакатами и выкрикивает лозунги на пересечении улиц Наурызбай-батыра и Шевченко в Алма-Ате, участвует в митингах и тому подобных акциях.
Движение «Аттан, Казахстан!», которое возглавляет Амантай-хаджи, было создано в 1990 году как народный штаб международного движения «Невада — Семипалатинск». Основной целью «Аттан, Казахстан!» является прекращение ядерных испытаний по всему миру и формирование соответствующего общественного сознания. Одной из самых известных акций данного движения было требование о закрытии полигона в Лобноре (КНР) в 1994 году, которое нашло отклик среди простого народа.
В 1991 году вместе с единомышленниками отправился в Уральск, где уральские казаки планировали отметить 400-летие служения российской короне. Это мероприятие вызвало негодование у казахских националистов. Амантай Асылбеков был членом комитета «Аттанайық Жайыққа» («Отппавимся к Яику»).
Начиная с 1999 года Амантай Асылбек на всех выборах выдвигал себя на пост президента Казахстана, но по различным причинам избирательная комиссия отвергала его кандидатуру. В связи с внеочередными выборами президента в 2015 году, в очередной раз подал заявку в Центральную избирательную комиссию Казахстана.
В феврале 2021 года Амантай Асылбек совместно с другими общественными деятелями Казахстана подписал письмо к президенту Касым-Жомарту Токаеву с просьбой освободить диссидента Арона Атабека, который к тому моменту находился под стражей в течение 15 лет. В октябре Арон Атабек был выпущен из тюрьмы по состоянию здоровью и скончался 24 ноября 2021 года от остановки сердца.

## Политические взгляды
Амантай Асылбек позиционирует себя как религиозного социалиста, сторонника идей о социальной справедливости. Он считает, что социализм проистекает из учения Иисуса Христа, которое затем было развито Мухаммедом.

## Семья
Женат на Кларе Михайловне Бекешевой. Отец двух сыновей и двух дочерей.